# Dicranomyia lebombo
Dicranomyia lebombo är en tvåvingeart som först beskrevs av Alexander 1960.  Dicranomyia lebombo ingår i släktet Dicranomyia och familjen småharkrankar. Inga underarter finns listade i Catalogue of Life.